# João Rodrigues (Segler)

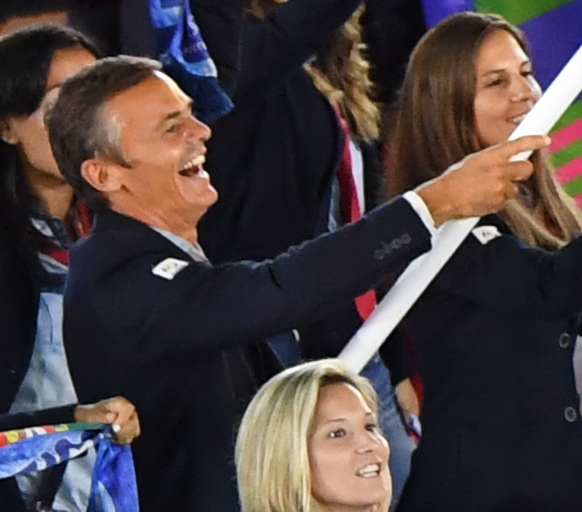
João Rodrigues

João Rodrigues (* 2. November 1971 in Funchal, Madeira) ist ein portugiesischer Segelsportler, der im Windsurfen antritt. Er gehört mit bislang sieben Teilnahmen zu den
Sportlern mit den meisten Teilnahmen an Olympischen Spielen.

## Sportliche Entwicklung und Erfolge
Rodrigues nahm von 1992 bis 2016 an allen Olympischen Sommerspielen teil und startete jeweils in der Windsurfing-Klasse (mit wechselnden Bootstypen). Seine besten Ergebnisse waren dabei Platz 6 2004 und Platz 7 1996. Bei den Olympischen Spielen 2016 war er Flaggenträger seines Landes während der Eröffnungsfeier.
Er begann bereits als Kind mit dem Segeln und bestritt als Elfjähriger erste Regatten. Seit 1987 gehört er zur portugiesischen Nationalmannschaft.
Seine größten Erfolge waren der Weltmeistertitel 1995 sowie drei Europameistertitel (1996, 1997 und 2008). Er holte zudem bei Weltmeisterschaften je einmal Silber und Bronze sowie bei Europameisterschaften eine weitere Bronzemedaille.

## Privates
Rodrigues absolvierte ein Ingenieurstudium.
Anlässlich seines 40. Geburtstages 2011 gelang ihm die bisher längste Non-Stop-Fahrt eines Windsurfers über 160 Seemeilen von Madeira nach Selvagem Grande.